# かへたんていぶ
『かへたんていぶ』は、藤代健による日本の漫画作品。ウェブコミック配信サイト『ガンガンONLINE』（スクウェア・エニックス）2009年10月22日更新分から2018年11月29日更新分まで連載された（毎月第3木曜日更新）。話数カウントは「オーダー○○」（1話なら「オーダー1」）。

## ストーリー
部活動が盛んで、数多くのクラブを誇る女子高・私立つばめヶ丘学園。申請が通ればどんなマニアックなクラブでも設立できることから人気校となったのだが、その結果場所と部費が確保できなくなり、前年度末で廃部となった数の部しか作ることができなくなった。都幾川えみなは推薦を蹴ってまで探偵部設立のためにつばめヶ丘に入学したが、その年に設立できる部は前年度末に廃部となったカフェ部に代わる1つだけ。しかも同じ志を持つ料理研究部希望の瑞穂なな、特撮ヒーロー研究部希望の鳩山美由、服飾部希望の花園静、レトロゲーム研究部希望の名栗理沙らとかち合ってしまう。「1週間以内に最も早く部員5人を集めた者に、部の設立を許可する」という元カフェ部顧問の宮代巴が出した条件に5人は部員争奪戦を繰り広げるが、えみな以外の4人は空回りを繰り返すばかり。えみなは巴がカフェ部の顧問であったことと、4人の希望する部活が持つカフェとの共通点を見出し、それらを使ってカフェ部の復活と自分の希望した探偵部の設立を果たす。こうして、5人の目的が一致した「かへたんていぶ」が誕生したのであった。

## 登場人物

### つばめヶ丘学園
他作品にも関連する東方院などの例外を除き、ほとんどの登場人物の名字は埼玉県の地名から来ている。

#### かへたんていぶ
都幾川 えみな（ときがわ えみな）
クラス：1-C → 2-C 身長：143センチメートル 誕生日:9月18日 血液型:AB型
本作の主人公的立場の人物で、かへたんていぶ部長。
小柄な体格と2つに分けた長い髪が特徴の少女。部員5人の中では一番小柄だが、それに反して胸は80のDと大きい。少し天然で子供っぽい性格だが、時々腹黒い面を見せる。そのため友人達からはよく小悪魔呼ばわりされている。また性格以外にも、舌足らずで興奮するとかみかみになったり熱いものが苦手の上に辛いものも苦手で、キムチチゲのスープをほんの数滴うどんに混ぜられただけで泣いてしまうほどだったりと幼いところがある。将来の夢は探偵小説作家で、そのための経験を積むために探偵部の設立を希望していたが、全員の希望を叶えるために「カフェ探偵部」の設立を発案し、そのまま部長になる。だが、舌足らずなことが原因で「カフェ」とうまく発音することができず「カヘ」となってしまい、面白がられてそのまま「かへたんていぶ」の名前で設立が決まる。
家は祖母が道楽で営業する駄菓子屋である。極度のブラコンであり、たとえ友人であっても弟のトウマとの交際は認めない様子。ただし、邪魔者扱いされるのは不服に思っている。記憶力に優れており、教科書の内容を全て記憶するほどのスーパースキルを持っている。加えて、必要の無い知識を忘れることが出来たり、テスト範囲の出題予想もほぼ的中する程の分析力も身につけている。その能力ゆえに勉強をしなくても中間テストで満点で学年1位を取ることが可能なため、現在では勉強そのものよりも山を当てることにやりがいを見出している。また、およそ8人が同時に発声した注文を聞き分けて全部正しく把握することも出来るが復唱する時にはカミカミだった。
見た目によらず運動は得意であり、なるみの調査による1年生の体力測定の各種目のランキングでは、立ち幅とび205センチメートルと長座体前屈81センチメートルで学年トップだった。また、水泳も得意である。
瑞穂 なな（みずほ なな）
クラス：1-D → 2-D 身長：156センチメートル → 158センチメートル 誕生日:9月18日 血液型:O型
かへたんてい部料理長。
関西弁と頭の左側のリボンで括った髪が特徴の少女。地元では「魔王」と呼ばれるほどの有名な大食い少女で、いくら食べても決して太らない体質。ただ、バストサイズも成長しないことに悩んでおり、それをネタにからかわれることも多い反面、ウエストはメンバーで一番の細さをキープしているのでやっかまれることも。元々は料理研究部設立を希望していたが、中学時代に仲間が全員激太りするという伝説を残したため中学時代の仲間にも断られ部員が集まらず断念した。現在大食いは卒業しているが、ときたま無意識のうちに再発させてしまったり、えみなの策略で大食い大会にエントリーされ大食いタレントをも引き離して30分で全メニュー制覇優勝してしまうことも。料理は作るよりも食べる方が好きだが、その知識や技術も豊富で、部の厨房を任せられている。部のメンバーの中では最も普通の感性を持っており、劇中ではツッコミ役に回ることが多い。中学時代に偶然出会ったえみなの弟のトウマに片想いをしており、大食いを卒業したのはそのことが原因。また、彼と出会ってから髪を伸ばし始めている。トウマもななに好意を持っているので実際は両想いだが、当人達は気づいていない。
中学時代、一時期ゲームセンターの格闘ゲームにのめり込んでいた時期があり、当時顔すら知らなかった理沙とは因縁の絶えない宿敵だった事が「かへ部」に入ってようやく発覚した。
学力は普通で、テストの点は常に全教科が平均点ぴったりである。また体力も平均的で、体力測定でも全種目平均値に近い値を出している。このためかへたんていぶの部員で唯一各種目で1つも学年トップにならず、長座体前屈においては無理がたたって腰を痛めて保健室送りになっている。実は両親が共に関西出身のために口調が関西弁なだけで、本人は生粋の埼玉育ち。
鳩山 美由（はとやま みゆ）
クラス：1-C → 2-C 身長：162センチメートル 誕生日:11月15日 血液型:O型
新入生トップ5に入るほどの美少女で、髪型はツインテール。素直だが子供っぽい性格をしており、小・中と女子校育ちだったことから羞恥心が薄く、「パンツは大事なところが見えないために穿く物」という認識もあって、下着を見られることに恥じらいや抵抗を持たないなど、普通の人とはズレたところも多く、周りからは「残念」扱いされている。ただし露出することは平気というわけではない。一人称は「ボク」。大のヒーローマニアで、2年前に廃部になった特撮ヒーロー研究部の設立を希望していた。趣味の影響で普段から体を鍛えており、特にキックを決め技にしているヒーローが好きなため足技を得意としている。しかし、水泳に関しては飛び込みのフォームは綺麗だが、かなづちなので泳げない。
スタイルは良好で主要メンバーでは巨乳組にあたり、某アクションヒーローにちなんで毎朝5時55分に起床してジョギングを欠かさず行っており、ウエストの維持には気を使っている。これは太ってしまうと変身ベルトを格好良く巻けなくなるからで、学園にもベルトを持ち込んでいた。
妹に「特撮番組のオーディション」と担がれてアイドルのオーディションを受けたこともある。また、オーダー11で自分めがけて飛んできたサッカーボールをオーバーヘッドキックをしてゴール内に蹴り入れたことから、サッカー部の部員から脅迫まがいにサッカー部の助っ人として協力することを迫られた。
エスカレーター組で中等部では生徒会長だった。学校ローカルで「あべこべの歌」が流行っていた。また、その頃から優等生で今でも中間テストで学年5位をとるほど賢く、えみなの様な特別な能力や勉強法は持っていないが、日々ちゃんと授業を受け予習復習を欠かさないという、当たり前そうでなかなか出来ない真面目な態度が高成績の秘訣となっている。責任感も強く、誰も立候補しなかったからということで1-C組のクラス委員も務めており、なるみ、愛歌からの評価も良い。
体力測定では握力60キログラム前後、ハンドボール投げ30メートル強で学年トップ。
花園 静（はなぞの しずか）
クラス：1-A → 2-D 身長：176センチメートル 誕生日:2月14日 血液型:O型
背の高い物静かな少女。髪型はポニーテールで、青いリボンを着けている。東方院家の分家にあたる家の出身で、従姉妹の摩智と共に本家で東方院流古武術の柔術を身につけたため、無意識に近寄りがたいオーラを出すことがあり、本家の赤子に泣かれてしまうほど。女の子らしくかわいい洋服やぬいぐるみをこよなく愛するが、身長が高く市販の洋服ではサイズが合わないのが悩み。そのため服飾部の設立を希望していた。女子の身長やスリーサイズを見ただけで（cm単位で）正確に計れる特技を持ち、現在は部の制服作り等を担当している。また、「かへ部」の店内のペンギンのぬいぐるみを作っては飾っているため、予想以上に店の中がぬいぐるみで溢れ返っている。
背が高くスタイルが良く小5の頃にはCカップだったほどだが、本人はえみなのような小柄で可愛らしい子にも憧れており、時々彼女を見る目が怪しくなったり、お持ち帰りしたいと言い出すことがある。ただし、本人曰く同性愛の趣味はない。これは本来なりたい自分の姿を投影しているのではとななと理沙は推測したが、結果的にやばい性格と思われている。メディア関係には疎く後述のAKANAの事も全く知らなかった。よく見るテレビ番組はNH○の教育番組。テレビゲームはほとんどしたことがないが本家の稽古で得た類稀な集中力と反射神経を持っているため、プレイさせてみると理沙が「師匠と呼ばせてください」と頼みこむほどかなり上手い。
また、かへたんていぶ部員全員とトウマでレースゲームや爆弾を投げつけあって戦うゲームで対戦しても軽々と一人勝ちし、最終的には目を開いた状態で寝ながらプレイするまでに至ってておりこの状態でも一人勝ちしていた。彼女の格闘技での腕前は現在のところ不明ではあるが、自分のリボンを他人のリボンと瞬時にすり替える、相手に気づかれずに高速でかへ部の衣装に着替えさせるといった早業を見せており、摩智の証言からズバ抜けた才能を持っていることが窺える。
古風的なイメージの通り、文系の科目が得意だが英語を除く。また、百人一首の全国大会で優勝したこともある。その反面、理系科目は赤点すれすれ。体力測定では反復横とび、持久走で学年トップ。
美由と同じく中等部からのエスカレーター組。
名栗 理沙（なぐり りさ）
クラス：1-B → 2-C 身長：147センチメートル 誕生日:1月20日 血液型:A型
小柄な体つきと、男の子っぽい話し方が特徴の少女。やや怒りっぽい性格で、一人称は「オレ」。身長はえみなと同程度だがバストサイズでは大きく差を付けられており、ななと共に貧乳組に属する。眼鏡を着用することがある。飴が好きなようで、普段から咥えていることが多い。
昔懐かしいレトロゲームのマニアで、レトロゲーム研究部の設立を希望していた。ゲーム&ウオッチをプレイしていたり、部室には彼女の私物である液晶ディスプレイの最新型を使用したテーブル筐体型のゲームを設置していたりと筋金入り。ゲームマニアなのは確かだが腕前の方は芳しくなく、えみな・美由・トウマと一緒にレースゲームを行った際、「知識はすごいけど腕はたいしたことないんだね」とえみなに言われている。
自宅は西東京市内にあり、東方院家本家の向かいである。
実は海外に別荘を持つほどのお金持ちであり、寒いのが苦手。筋金入りの腐女子。また、えみなの母親の手がけた漫画やライトノベルの熱烈なファンで、静に当て身を食らって気絶させられてしまう程に興奮で我を忘れてしまう。
日本人の父とイギリス人の母の間に生まれたハーフで、本来は金髪だったが高校進学と同時に黒く染めていた。だが、オーダー60から元の金髪に戻している。
自身の通っていた中学校では「たわむれに母におぶさりコブラツイスト」が流行っていて、その時期に流行っていた格闘ゲームでななとは因縁の宿敵であった事が「かへ部」に入部してようやく判明した。
得意科目と苦手科目は静とは逆で、現国・地理などは赤点すれすれだが英語や理系の科目が得意で、英語の他にドイツ語・フランス語・イタリア語・スペイン語といった諸外国の言葉を使いこなすことができる。また、機械にも強く、部室に置いてあるゲーム台のメンテナンスもできる。体力測定では50メートル走7秒台、上体起こし50回で学年トップ。
宮代 巴（みやしろ ともえ）
1-E担任 → 2-D担任。教科は英語。25歳。誕生日:8月1日 血液型:A型
かへたんていぶ顧問で、元カフェ部顧問。穏やかな性格で、向かって左目の目元にほくろがある。かへたんていぶの活動を手伝うこともあり、コーヒーを煎れるのが得意。その一方で度々食器を割ってしまう事があったため、洗い物はカフェ部の頃から禁止されていた。現1-C担任の狭山先生の副担任として世話になった過去を持ち、狭山に気があるらしく、なるみたち報道部に彼の女性関係を調査させており、えみなにそのことを推測されたときは動揺していた。身体能力は高校時代からも高かったが、あがり症の為に事故を引き起こすことが多く、「破壊神」のあだ名があった。現在でも不意に馬鹿力を発揮して事故に繋がることがある。
狭山が川越と結婚してからは普段からは想像もつかないほどの凡ミスを繰り返していたが何とか立ち直った様子。それ以降も「素敵な男性に巡り合うかもしれない」という理由で料理教室に通っている。
東方院 摩智（とうほういん まち）
クラス：1-A → 2-D
オーダー15にて初登場。東方院家の分家出身で静のクラスメート及び従姉妹。総合格闘術部に一時所属し、部を全国で戦えるレベルまでに押し上げたのち、自主引退（退部）して無所属となり、かへたんていぶのカフェに入り浸る。高等部生徒会副会長から会長を務めている東方院綾音は実姉。本家が道場を行っており、そこで一族で継がれている東方院古武術の全てを叩き込まれており、その頃から静をライバル視していた。また、静の格闘技における素質を認めており、「1学期中に麻智が静のリボンを奪取したら静に総合格闘術部に入部してもらう」という挑戦宣言をしていた。しかし、あの手この手で静のリボンを奪取しようと奮闘するも、そのことごとくを出し抜かれている。しかし、摩智曰く「相手を欺く為の刷り込み」と言っており、期限最終日の終業式に決着を付ける布石を置いていたそうだが、結局遠足や運動会といったイベントがあると興奮のあまり風邪をひいてしまうという昔からのコンプレックスが発症してしまい、静に泣く泣く敗北宣言をするのだった。しかし、総合格闘術の実力は確かなもので、えみなのデータでは中学時代の複数の武術の全国大会を2、3年ブッちぎりで優勝している。オーダー8にて名前のみではあるが既に登場しており、学力テストではえみなに次ぐ学年2位で矢印で隠れているため、定かではないが総合点数590点を叩き出している。
名前は同作者の作品『ながされて藍蘭島』のヒロインの一人・まちから。また、容姿はつばめヶ丘学園の制服を着て前髪にヘアピンを付けているまちそのものでプロフィールも藍蘭島のまちとほぼ同じ。しかし、作者はまちとの関係性は「他人の空似です」とはっきりと明言している。『ながされて藍蘭島』の作中で行人の親戚（同い年の再従兄）であることが家系図と共に示されている。
カフェに入り浸っている理由は静に構ってもらいたいからであることが8巻で示され、そこをえみなに付け込まれる形で6人目の部員となった。
美由・静と同じく中等部からのエスカレーター組。
八潮 真美（やしお まみ）
クラス:1-A
かへ部の新入部員。八潮琴美（後述）の妹。あがり症で驚くとすぐ失神してしまうほどの小心者だが、刃物で何かを切り刻むのが好きだったり、書く小説のジャンルは「文章でも出せないほどグロい」猟奇ミステリーだったりと、色々と心の闇を抱えている模様。
えみなと同じ白鷺中学校の出身で、当時から彼女を知っていたことからその縁で入部を申し込む。前述の通り小心者だが、ノリはいいようで、入部届はえみなに対する三段構えの挑戦状になっていた。姉同様ミステリー作家を目指している。
かへ部のポジションとしては料理ができる事から基本的にななの補助。かなりの運動音痴らしく、友人にも体力測定は全てワースト1と言われるほど。

#### その他の生徒（サブキャラクター）
草加 なるみ（そうか なるみ）
クラス：1-C 誕生日:10月10日 血液型:B型
えみなのクラスメイトで、えみな、愛歌とは中学からの友達。報道部に所属。中学時代はトウマの事が好きだったのだが、彼のあまりの鈍さとなかなか覚えてさえ貰えなかったことなどから、現在では諦めている。えみなの友人だけあってかへたんていぶによく顔を出している。また、かへたんていぶの面々をネタにして報道部の学園新聞に掲載したことで、かへたんていぶの客寄せPRに貢献している。
つばめヶ丘にいると噂されている謎の芸能人について何か知っている模様。本人は知らぬが仏と言っているが…？実際には在学中である大物アーティストAKANA・Mの存在と正体を隠すためにえみなと共に暗躍している。
騎西 愛歌（きさい まなか）
クラス：1-C
えみなのクラスメイトで、えみな、なるみとは中学からの友達。眼鏡を掛け、髪は三つ編みにして一つにまとめている清楚な印象の少女。仕事があるため、生徒全員が何かしらの部活に所属しているつばめヶ丘では珍しく部活には入っていない。えみなの友人だけあってかへたんていぶによく顔を出している。また、はじめて来店してえみな以外のかへたんていぶの面々が愛歌が部活をせずに仕事をしている事を知った時、生活が苦しいと思い違いをされたことで「開店サービス」という理由で代金をタダにされたことがある。
身体能力が極めて高く、上記のたんていぶの面々が出した身体測定の一位記録を身体測定当日は仕事で学校を休んでいたため後に全て塗り替えている。
ギターを弾くらしく、レッスンを受けている。本人は少しかじっているだけと言っている。
オーダー46にてその正体が大物アーティストのAKANA・Mその人であることが発覚。学園内でもその事実を知るのは昔からの付き合いであるえみなとなるみだけであり、学園祭の最後に舞台に乱入した彼女の姿を見て事実を知ったかへ部の他の面々を驚愕させた。
正体が明らかになると同時に、素の性格は男っぽく乱暴な口調の活動的な少女であることも判明。家族からペットまでがタレントの一家であり、大物俳優の父・騎西総司主演の大河ドラマに子役として出演したことにより演技力が培われ、メガネで性格のスイッチを切り替えている。中学時代より優れた歌とギターの実力を持っていたことから、えみなの誘いにのせられてオーディションを受けたことで芸能界入りした。また、トウマが演劇に興味を持ち、朔也が女好きになったきっかけでもある。
中学時代の同級生だったある少年に片想いしていた。
AKANA・M（アカナ・エム）
劇中時間の昨年メジャーデビューしたばかりのアーティスト。歌唱力・ギターテク・ルックスとどれをとってもバツグンで、リリースするCDはヒットチャート一位を連発している。

#### その他の生徒・教師（モブキャラクター）
川越 たける（かわごえ たける） → 狭山 たける（さやま たける）
1-B担任で理沙の担任教師。1年生体育教師。28歳。オーダー3にてジャージ姿で初登場。誕生日:4月15日 血液型:O型
体力測定を体育用具室の中でゲームをしてボイコットしようとした理沙を見つけた際、理沙が遊んでいたゲーム&ウオッチを知っていたことから、理沙にアラフォー呼ばわりされて激怒。理沙のゲーム機を没収しようと理沙を追いかけまわした。理沙を追いかける際、「お前はまた授業中にゲームを」と叫んでいたため、理沙は授業中もひっきりなしにゲームをしていた模様。
巴とは高校・大学時代からの先輩である。狭山先生の中学時代の後輩であり、その縁で飼い犬に子犬が産まれた際、うち一頭であるめんたいこを狭山先生に譲っている。
オーダー73では狭山先生と結婚して鷗高校に転任していた事が明らかにされた。
狭山 良介（さやま りょうすけ）
1-C担任（次の年度では2-C担任）で、えみなと美由の担任教師。歴史・地理の教師。29歳。テニス部の顧問。
物事に動じない堅物な性格で、美由にセクハラ呼ばわりされても平気でいた。副担任だった巴を指導していた過去を持つ。川越先生によると独身の割には几帳面であり、ワイシャツやスーツのアイロンかけを欠かさず行い、弁当も自作である。
坂戸 マキ（さかど マキ）
1-D生徒。ソフトボール部。オーダー3にて初登場。長髪で後ろにひと括りにしている。体力測定のハンドボール投げで計測をしていて、美由の30メートル越えの投擲に驚愕していた。沙織、優と共に運動部代表として長座体前屈でななと競うも、4人ともども腰を痛めて保健室送りになってしまった。長座体前屈での合図を買って出ていた。
川島 沙織（かわしま さおり）
1-D生徒。陸上部スプリンター。オーダー3にて初登場。ポニーテールをしている。体力測定の50メートル走で川越に猛ダッシュで追いかけまわされていた理沙にあっさりと追い越され、「私陸上部なのに!」と走りながら驚愕していた。マキ、優と共に運動部代表として長座体前屈でななと競うも、4人ともども腰を痛めて保健室送りになってしまった。
美郷 優（みさと ゆう）
1-B生徒。沙織と同じ陸上部で高とび選手。オーダー3にて初登場。ショートヘアとそばかすが特徴。運動着の上にジャージを羽織っている。オーダー3の扉絵で体力測定の立ち幅跳びでなるみの跳躍に驚いた顔をしていた。マキ、沙織と共に運動部代表として長座体前屈でななと競うも、4人ともども腰を痛めて保健室送りになってしまった。
北本 留美（きたもと るみ）
1-A生徒。オーダー11にて初登場（ただし、オーダー8の成績表で名前だけは登場している。成績は良く、528点で12位）。少し太めの眉毛とセミロングヘアが特徴。中学時代からの親友の友美が1週間経っても学校に登校していないことを不安に思い、かへたんていぶに探偵依頼をした。結構な毒舌だが自覚がない模様で、調査中の聴取でも割と普通に友美に関して散々な物言いをしてえみなからそれが不登校の原因なのではと疑われた一幕も。因みに友美の兄と交際中。
所沢 友美（ところざわ ともみ）
1-A生徒。谷保中出身でサッカー部所属。オーダー11にて初登場。両方の横髪をヘアピンで2つずつ止め、頭の左側を括っている。留美とは中学校時代からの親友で、明るく少々おばかだが、クラスのムードメーカーで女子にモテるタイプ。いくら病気になっても根性で学校に来ようとするような子で、中学2年生の時にインフルエンザにかかっても何事もなかったかのように一日の授業を受けきった事があるほど。そのため、留美からは小・中学校で皆勤賞を受賞したことが唯一の自慢とまで言われてしまう。普段通い詰めていた美容院とは違う美容院でおまかせを頼んだところ、何故か『アッ○におまかせ』ばりの黒い短髪にされてしまい、ショックと羞恥心に耐えきれずに家に閉じこもってしまった。事情を知ったえみなからモヒカン等のパンク・ロックなカツラを幾つか渡されたが、自然に髪が伸びる方を選んだ。一応親友である筈の留美からの評価は上記のように散々なものだが、友美は友美で一人暮らしの兄の部屋にやって来ては彼と留美の逢瀬を無自覚に邪魔しているのでどっちもどっちと言える。
宮代 葵（みやしろ あおい）
かへたんていぶ顧問・宮代巴の妹。3-B生徒で高等部生徒会長。誕生日:10月7日 血液型:AB型
素直な姉に外観はそっくりだが内面は正反対に腹黒く、部長会議では部長会をパワーバランスで牛耳り会議を支配しようとするえみなと丁々発止のやり取りを繰り広げていた。二人とも泣き黒子があるが、巴は左目側、葵は右目側にある。文化祭編終了後、規定任期満了により会長の座を副会長であった東方院綾音に指名譲位する。生徒会の仕事をサボる時は姉に成りすまし、かへたんていぶに駐留している事が多く、その見分けのつかなさからオーダー26より入れ替わっていることが語られかへ部の文化祭の出し物である「校内間違い探し」の最難度のネタにされていた。内部進学組の進学進路であるため勉強は最低限で済む模様。
東方院 綾音（とうほういん あやね）
東方院摩智の姉。2-B生徒で高等部生徒会副会長。妹の摩智いわく「東方院一族には珍しい、ごくごく普通の体力とメンタルの持ち主」であり、そのために非常識な一族に巻き込まれては割を食わされることが多いらしい。そのポジションは生徒会でも変わらず、生粋の「ナンバー2（フォロワー）ポジション」であり、えみな曰く「オチ担当」である。文化祭編終了後、副会長として積んできた実績や人望が認められ、葵によって次期生徒会長に任命される。しかし生徒会長就任後は、部長会議を牛耳るえみなに翻弄され、許可した覚えのない予算が、いつの間にか通されていたり、会議が変な方向に脱線、そのくせ議題自体は問題なく進行するしたりと謎の同調圧力に悩まされている。摩智の姉であるため、彼女もまた『ながされて藍蘭島』に登場する東方院行人のイトコにあたる。
アイリス・オートネ
理沙の従姉妹で留学生。クラスは1-B。アニメ研究会所属。金髪碧眼の美少女で、理沙と同じく筋金入りのオタク。以前から日本に憧れており、日本に留学するため親との約束で大学を飛び級卒業するほど。理沙の家に居候している。
宮代 結（みやしろ ゆい）
巴、葵の妹。元中等部生徒会長。クラスは1-B。生徒会所属。容姿は姉たちと瓜二つだが、彼女たちとは違い泣き黒子がない。性格もおっとり天然なドジっ子で、放っておけないタイプ。それが高じて中等部では中心的存在になったらしい。真美と同様運動音痴の模様。

### 鷗高校
都幾川 トウマ（ときがわ トウマ）
えみなの双子（二卵性）の弟。身長162センチメートル。
駄菓子が好きで、祖母が不在の時は店番をしている。姉の趣向ゆえ身辺を探られることには慣れており、最低限のプライバシーは自衛している。人の顔や名前をなかなか覚えず、なるみと愛歌のことも中学校3年間に少なくとも5回は初めましての挨拶を費やしてようやく友人と認識した。ただし、ななの事は半年前に一度会ったきりで、しかもだいぶイメチェンしていたにもかかわらずちゃんと覚えていた。ただし実はその前に中三の9月頃に侑斗と行ったラーメン屋で大食いメニューを完食するななを見かけている。また、なながトウマに自己紹介した時、緊張のあまり自分の名前を「にゃにゃにゃ」と言ってしまったため、それ以降しばらくの間はななを「にゃにゃにゃさん」と呼んでいた。
オーダー13以降は普通に「ななさん」と呼ぶようになっており、ななに対して好意のある行動をしている。学内では基本的にクールなツッコミキャラというポジションだが、朔也や侑斗を始めとする悪友達にななのことを気にしていると感づかれてからはそのことで弄られる場面も多くなった。演劇部に所属。料理が上手い。
日高 朔也（ひだか さくや）
鷗高校1-2の男子生徒で、トウマの友人。お調子者な性格で、お笑い芸人を目指している。樹とは幼馴染。狙っているのかはわからないがよくトウマや侑斗に他愛もないバカ話をしてきては辛辣なツッコミを返されているが本人は2人のツッコミが良いと感じており、しきりにトリオでお笑いデビューしようともちかけている。トウマと同じ演劇部所属で、かへ部の夏合宿先でのお芝居ではMC役として出演していた。
つばめ女子の学園祭ではナンパしようと意気込んでいたが、一緒に行った樹と遊ぶ方に夢中になってしまった。
両神 侑斗（りょうかみ ゆうと）
鷗高校1-2の男子生徒で、トウマの友人。冷静な性格で、眼鏡をかけているが自称「ムッツリスケベ」。本人には自覚がないが、女性の好みにはうるさく恋愛観が微妙に歪んでいる。トウマと同じ演劇部所属で、かへ部の夏合宿先でのお芝居ではTVディレクター役で出演した。えみなとは実は小学校時代の元・クラスメイト同士。現在はもう追い越しているものの、当時クラスで一番背が高かったえみなにその頃の自分の低身長をネタに散々おちょくられてきた過去から、自分より背の高い女性にコンプレックスを抱くようになってしまった。それ故えみなのことを現在も「小悪魔」「天敵」と目のカタキにしている。ただしトウマ曰く「あの時点でのびしろは尽きた」らしい。
学園祭でコスプレしていた理沙がまさに好みのタイプでいきなり求婚したが、コスプレだとわかってしばらく立ち直れないほど落ち込んだ。一方でオタク仲間としての理沙は一緒にコスプレしたりと意気投合する間柄である。
岩槻 樹（いわつき いつき）
鷗高校1-2の委員長をしている女子生徒。朔也の幼馴染でツンデレな性格、周囲からは朔也が好きなことはバレバレだが朔也には気付かれていない。眼鏡をかけ、髪は三つ編みにしている。また、最近になって胸も大きくなった。トウマと同じ演劇部所属で、かへ部の夏合宿先でのお芝居では占い師の弟子兼マネージャーとして出演していた。因みに前日の海執事でかへ部を接客していた際、理沙に萌えの対象として目をつけられている。実は侑斗と同じくえみなとは小学校時代のクラスメイトだった。東方院家本家の後妻として回想で赤子と共に登場する『ながされて藍蘭島』の岩槻柊との関係は今の所不明。
八潮 琴美（やしお ことみ）
鷗高校3年で鷗高校ミステリー研究部部長。「月刊推理奇談」で小説大賞グランプリ準優勝を果たした実力者で、えみなからは尊敬のまなざしを受けている。
川本 光（かわもと ひかる）
鷗高校生で演劇部所属。かへ部の夏合宿先でのお芝居ではAD役を演じた。
江南 梅華（こうなん めいふぁ）
鷗高校教師で演劇部顧問。黒のロングヘアに眼鏡をかけている。かへ部の夏合宿先でのお芝居では刑事役を演じているが、美由と静は彼女に対して違和感を覚えている。双子の妹の梅蘭は後述。
妹の三つ子アイドル（梅梅梅）もこの学校の生徒で演劇部所属。
末の妹の梅梅は『ながされて藍蘭島』の登場人物。そのため江南姉妹の設定は『ながされて藍蘭島』の単行本の方に詳しく書かれている。

### その他
江南 梅蘭（こうなん めいらん）
つばめヶ丘高校学生食堂チーフ、梅華の双子の妹で巴の後輩。
鳩山 美香（はとやま みか）
鳩山家の三女で美由の妹。小学5年生。横髪にヘアピンをして後ろ髪を二つに束ねている。美由に対して髪の手入れにうるさい。アイドル好きでジョニーズ、ヘロプロ、IKBのメンバーを全員覚えるほど。自身もアイドルを志望しているが、希望している場所の対象が中学生以上だったため、自らの夢を美由に託し、美由がアイドルデビューした後の自分のオーディションでの有利性を得ようと考えている。
鳩山 美紀（はとやま みき）
鳩山家の長女で美由の姉。大学生。
都幾川 秋彦（ときがわ あきひこ）
えみなの父親。自宅の近くのマンションで、「秋吉文彦（あきよしふみひこ）」という名前でえみなの母親が手がけるマンガの原作やライトノベルを書いているが、サボる事が多く近所の子供達とおもちゃで遊んでいることが多い。またナンパ気味な所があり、美由達に店の商品を奢ろうとした。ななからは本人了解で「お義父さん」と呼ばれている。背が高く、静によると身長186センチメートルはあるらしい。双子の弟の春樹がいる。
都幾川 みづき（ときがわ みづき）
えみなの母親。前髪ぱっつんのロングヘアで、眼鏡をかけている。
「君月我兎（きみづきわがと）」と言う名前で漫画家として働いており、えみなの父と共同で様々なジャンルの作品を手掛けている。
身長146センチメートルで夫・秋彦との身長差は約40センチメートル。
都幾川 ひなこ（ときがわ ひなこ）
えみなの祖母、みづきの母親。
年越し蕎麦をわんこそばのように啜るななを孫（トウマ）にお似合いと思い紹介しようとして断られたが、後で当のトウマとななが既に親しくしていることを知り、私の目に狂いはなかったと喜んでいる。
愛歌とは顔見知り。
吉文 春樹（よしふみ はるき）
えみなの父・秋彦の双子の弟で、えみなの母・みづきの双子の妹きさらの夫。えみなの叔父。かへ部の夏合宿の宿泊場所であるペンション「KOKUSHIKAN」のオーナー。
吉文 きさら（よしふみ きさら）
えみなの母・みづきの双子の妹で、えみなの父・秋彦の双子の弟春樹の妻。えみなの叔母。身長が175センチメートルと、146センチメートルの姉とは似ても似つかない。
静の祖父
静の祖父で道場の師範にあたる人物。稽古に厳しく、休日であってもサボることを許さず、静の趣味である裁縫も認めていない。しかし、実力の方は年齢のせいか静に片手、片足であしらわれている。
理沙の父
短髪で眼鏡をかけている。ゲーム会社のプロデューサーを務めていて、自身が開発したゲームを理沙にプレイさせ、ユーザー視点からの意見をもらい、開発の参考にしている。また、「裏技で無敵コマンドを入れてゲームをしてもテンションが上がるのは最初だけ」という考えを持っている。
アメリカのハワイに来てまでゲームをしていても違和感を持っていない。
アンナ
理沙の母親。イギリス人。広いおでことポニーテール、長い横髪をしている。夫と同じゲーム会社でディレクターとして勤めている。
東方院 行人（とうほういん いくと）
回想のみに登場。摩智・綾音姉妹のイトコ。東方院本家の直系で、摩智いわく「現在留学中」の少年。えみな・愛歌・なるみの中学時代の同級生。愛歌の初恋の人であり摩智・綾音も慕う人物で摩智は「行人様」呼び。非常に負けず嫌いで女性に対して紳士な割に草食系であるという。そのためか、えみなたちの中学では女子たちの間で密かに人気だったらしいが、彼自身の性格（そもそも向けられた好意に気付く事が出来ていない）のために玉砕した女子も数多かったらしい。えみなとはミステリー好きの同好の士として付き合いがあった。えみな自身が最後に会ったとき彼から「好きな人ができた」と聞いた。それを聞いて愛歌と摩智は絶望のドン底に叩き落とされた。
作中の描写から東方院本家と行人は「ながされて藍蘭島」の登場人物と酷似しているが一部情報が異なるため同一人物かは不明。また、藍蘭島で示された家系図では再従兄（はとこ）である。義妹の美咲も回想にさりげなく登場している。

## 用語
私立つばめヶ丘学園
本作の舞台となっている女子高等科がある学園。
ギリギリ都内に存在する部活動が盛んな学園で、申請さえ通ればどんなマニアックな部でも設立することができる。ただし、現在では部の数が増えすぎて部費や部室の数が足りなくなったため、前年度に廃部になった分だけ申請を受けるようになっている。また、芸能活動を容認しており、実際アイドルになった卒業生もいる模様。定期テストは上位20人は点数と共に掲示される。
かへたんていぶ
普段はカフェの運営をしつつ、学園内で事件や困ったことが起きた際にはその解決を行う部。部室は学食の2階にある元カフェ部の部室を利用しており、充実した設備を備えている。「くるくる」という鳩を飼っている。なるみのPR新聞の甲斐あって、学園内で人気の高い部活になった。また、『藍蘭島』のすず、ちかげ、あやねらしき生徒が来店している。名前の由来は上記のえみなの項を参照。

## 書誌情報
- 藤代健 『かへたんていぶ』 スクウェア・エニックス〈ガンガンコミックスONLINE〉、全12巻
  1. 2010年7月22日発売、ISBN 978-4-7575-2932-8
  2. 2011年5月21日発売、ISBN 978-4-7575-3230-4
  3. 2012年3月22日発売、ISBN 978-4-7575-3525-1
  4. 2012年12月22日発売、ISBN 978-4-7575-3817-7
  5. 2013年7月22日発売、ISBN 978-4-7575-4004-0
  6. 2014年5月22日発売、ISBN 978-4-7575-4310-2
  7. 2015年2月21日発売、ISBN 978-4-7575-4555-7
  8. 2015年12月22日発売、ISBN 978-4-7575-4829-9
  9. 2016年9月21日発売、ISBN 978-4-7575-5099-5
  10. 2017年7月22日発売、ISBN 978-4-7575-5403-0
  11. 2018年5月22日発売、ISBN 978-4-7575-5720-8
  12. 2019年4月12日発売、ISBN 978-4-7575-6083-3